# آرتم لوبوف
آرتم لوبوف (روسی: Артём Лобов؛ زادهٔ ۱۱ اوت ۱۹۸۶) ورزشکار هنرهای رزمی ترکیبی اهل روسیه است. وی بین سال‌های ۲۰۱۰ تا ۲۰۲۱ میلادی فعالیت می‌کرد.